# Komunistyczna Partia Górnego Śląska
Komunistyczna Partia Górnego Śląska (Komunistische Partei Oberschlesiens) – polsko-niemiecka organizacja działająca od roku 1920 na międzynarodowym terytorium plebiscytowym Górnego Śląska, od roku 1922 na terenie województwa śląskiego w granicach Rzeczypospolitej Polskiej.

## Działalność
7 listopada 1920 roku – dokładnie w dniu trzeciej rocznicy bolszewickiej rewolucji doszło do połączenia odłączonej od KPD – Komunistische Partei Oberschlesiens (KPOS) – Antona Jadascha, górnośląskiego oddziału Niezależnej Socjaldemokratycznej Partii Niemiec (USPD) – Heinricha Raua i skrajnie lewicowych secesjonistów z PPS, czyli Komunistycznej Partii Ziem Śląskich – Stanisława Barczyńskiego. W efekcie powstała Komunistyczna Partia Górnego Śląska – Komunistische Partei Oberschlesiens (KPGŚ-KPOS), której przewodnictwo objął Anton Jadasch, a siedzibą główną zostały Gliwice. Komunistyczna Partia Górnego Śląska – Komunistische Partei Oberschlesiens nie była częścią Komunistycznej Partii Niemiec. Analogicznie nie planowała wejść w skład Komunistycznej Partii Robotniczej Polski (KPRP), mającej bardzo silny ośrodek w sąsiednim, polskim Zagłębiu Dąbrowskim, chociaż w ramach ideologicznego internacjonalizmu utrzymywała z obydwiema bardzo ścisłe kontakty. Partia ta posiadająca 5600 członków, na bardzo religijnym Górnym Śląsku miała marginalne znaczenie i żadnych możliwości osiągnięcia tu większych wpływów. Jest prawdopodobne, że 1/4-1/3 członków partii była Polakami. W kierownictwie partii główną rolę odgrywali: Anton Jadasch, Theodor Kansi, Stanisław Drzymała, Heinrich Rau, Gustaw Reicher-Rwal, Peter Maslowski, Józef Rotstadt-Krasny, Ludwik Szabatowski, Georg Ziaja. Partia dysponowała kilkoma organami prasowymi, były to: „Arbeiterpost”, „Czerwony Sztandar”, „Die Oberschlesische Rote Fahne”. Wśród organizacji afiliowanych najważniejsza była centrala związkowa pod nazwą „Freie Arbeiter-Union”.

### Cel: Górnośląska Republika Rad
KPGŚ wysuwała projekt utworzenia na wzór Rosji Sowieckiej oraz powstałych w roku 1918, później zlikwidowanych państw (Węgierska Republika Rad, Słowacka Republika Radziecka, charkowska tzw. Ukraińska Republika Ludowa, czy Niemiecka Republika Socjalistyczna – Liebknechta), samodzielnej i niepodległej Górnośląskiej Republiki Rad, co próbowała osiągnąć także poprzez zasilenie sformowanych przez Polską Organizację Wojskową Górnego Śląska, powstańczych szeregów. Komuniści (np. Wieczorek, Szyling) chcieli bowiem przejąć nad nimi kontrolę, by zamienić polskie powstanie w górnośląską rewolucję społeczną. Wszelkie tego typu zbrojne pucze komunistów były przez Korfantego dławione w zarodku. W swym manifeście z roku 1920 Komunistyczna Partia Górnego Śląska głosiła: Podlegaliśmy bratobójczej agitacji polskich i niemieckich bandytów nacjonalistycznych, którzy pchali robotników do wyczerpujących walk. Podczas I zjazdu Komunistycznej Partii Górnego Śląska (KPGŚ-KPOS), odbytego 12 grudnia 1920 roku na terenie huty „Bismarck” (obecnie „Batory”) w Hajdukach Wielkich (dziś Chorzów Batory) przegłosowano konieczność walki o samodzielną Górnośląską Republikę Rad oraz bojkot plebiscytu. 15 marca 1921 roku jej organ prasowy „Czerwony Sztandar – Die Rote Fahne” pisał: Dla świadomego robotnika rozstrzygnięcie sprawy Górnego Śląska drogą plebiscytu jest takim samym gwałtem, jak przyłączenie go do tego lub innego państwa siłą zbrojną. Polska część partii aktywnie wstępowała do propolskich stowarzyszeń, organizacji bojowych takich jak Polska Organizacja Wojskowa.

### Po podziale Górnego Śląska
W roku 1922 po podziale terytorium plebiscytowego przez Polskę i Niemcy, podziałowi zgodnemu z linią graniczną uległa również Komunistyczna Partia Górnego Śląska. Jej część na terenie niemieckiej Prowincji Górnośląskiej przyłączyła się do Komunistycznej Partii Niemiec (KPD), natomiast jej działacze w polskim Województwie Śląskim współpracowali z władzami Komunistycznej Partii Robotniczej Polski (KPRP). Podział wśród górnośląskich komunistów, nie miał nic wspólnego z ich etnicznym pochodzeniem, był wyłącznie pochodną nowej granicy państwowej. Były przywódca KPGŚ Anton Jadasch został przywódcą KPD w Prowincji Górnośląskiej. Faktem jest, że górnośląska komórka KPD, deklarująca ideowy internacjonalizm, w roku 1930 przyłączyła się do radykalnie antypolskiego obozu, reprezentującego niemal całe niemieckie spektrum polityczne, z wyjątkiem głoszącego równouprawnienie Centrum. Po przejęciu władzy przez nazistów w roku 1933 cała KPD została rozbita, a jej działacze uwięzieni w obozach koncentracyjnych. Po zamachu majowym w 1926 roku, KPGŚ została potraktowana jako typowa organizacja wywrotowa i zwalczana przez rząd. Wielu jej działaczy trafiło do obozu koncentracyjnego w Berezie Kartuskiej.
Polska prasa mająca trudność z narodową klasyfikacją internacjonalistycznej Komunistycznej Partii Górnego Śląska wymieniała ją pośród ugrupowań niemieckich, startujących 24 września 1922 roku wyborach do Sejmu Śląskiego. Komunistyczna Partia Górnego Śląska, startująca pod szyldem Związek Proletariatu Miast i Wsi, nie zdobyła wówczas żadnego mandatu. Po roku 1923 KPGŚ, podobnie jak Komunistyczna Partia Zachodniej Ukrainy i Komunistyczna Partia Zachodniej Białorusi, zgodnie z zasadą, że w jednym państwie może istnieć tylko jedna partia komunistyczna będąca sekcją Kominternu, weszła w skład KPRP. Analogicznie jak dwie pozostałe KPGŚ była traktowana jako autonomiczny obwód KPP. W wyborach komunalnych z 19 listopada 1926 roku Komunistyczna Partia Górnego Śląska zdobyła zaledwie 25 mandatów radnych. W roku 1927 władze sanacyjne wytoczyły proces – pod zarzutem zamiaru obalenia ustroju – działaczom Komunistycznej Partii Górnego Śląska (KPGŚ), opowiadającej się za prawem Górnego Śląska do samostanowienia. Solidaryzująca się z Komunistyczną Partią Górnego Śląska, Komunistyczna Partia Polski również głosiła hasło prawa Górnego Śląska do samostanowienia. Kampania wyborcza przed wyborami do Sejmu Śląskiego wyznaczonymi na 11 maja 1930 roku była naznaczona terrorem sanacyjnego Związku Powstańców Śląskich. Pobito wielu działaczy obozu Korfantego, Komunistycznej Partii Górnego Śląska, Związku Obrony Górnoślązaków i mniejszości niemieckiej, zdemolowano ich biura m.in. redakcję „Kattowitzer Zeitung”. W efekcie komuniści podjęli uchwałę o zwalczaniu „terroru nacjonalistycznego, stosowanego przez rząd faszystowski i jego zbrojne kadry powstańców górnośląskich”.